# Viquipèdia en urdú
La Viquipèdia en urdú, iniciada el gener de 2004, és l'edició estàndard en llengua urdú de la Viquipèdia. Té més de 200.000 articles i més de 150.000 usuaris registrats. El 7 de gener de 2024, la Viquipèdia en urdú es va convertir en la primera Viquipèdia en llengua del sud d'Àsia a superar els 200.000 articles.

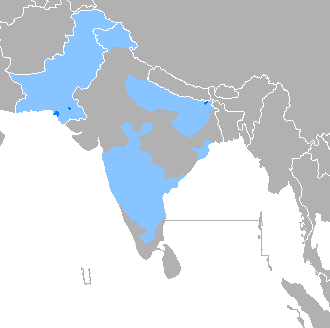
Idioma urdú

## Cronologia de les fites
| Data                   | Fita    |
| ---------------------- | ------- |
| 19 de juny de 2006     | 1.000   |
| 13 d'agost de 2006     | 2.000   |
| 15 de març de 2007     | 5.000   |
| 29 de març de 2009     | 10.000  |
| 28 d'octubre de 2012   | 20.000  |
| 2014                   | 40.000  |
| 24 d'abril de 2014     | 50.000  |
| 12 d'agost de 2015     | 75.000  |
| 29 de desembre de 2015 | 100.000 |
| Desembre de 2017       | 125.000 |
| 23 de novembre de 2019 | 150.000 |
| 7 de gener de 2024     | 200.000 |